# 第7実験室
『第7実験室』（だいななじっけんしつ）は2002年5月22日に発売された日本のバンド、cali≠gariのメジャー1stアルバム。

## 解説
- cali≠gariのメジャーデビュー1stアルバム。ジャケットイラストは便器。以前から培ってきたアングラな雰囲気も残しつつ、ジャジーな楽曲から歌謡ポップ、カントリー、ギターロック、テクノチューンと、一つのジャンルに括れない程の幅広い音楽性を繰り広げている。そして、今作以降アルバム名が『実験室』と称されることがなくなる。

## 収録曲
1. 「第7実験室」入口
元々、メジャーデビューを機にヴァージョン・アップさせようとしていたが
時間が無く、結局は第5、第6実験室のものをプロトゥールスに突っ込んでいる。
2. ハイカラ・殺伐・ハイソ・絶賛
（作詞・作曲:石井秀仁）
マグロと共に、シングル候補になった曲。PV音源とは若干の違いがある。
リフがNUMBER GIRLの「Tombo the electric bloodred」という曲に酷似しているが、両者のタイミングを考えると意図的な盗作というよりも意識して作った結果偶然似てしまったと思われる。また、歌詞も同バンドを意識したような仕上がりになっており(「はいから狂い」という楽曲や「殺・伐！」というカウントから始まる「タッチ」がある)、石井なりのパロディと考えられる。当時雑誌のインタビューで同バンドやeastern youth等のいわゆる「下北系」バンドについて意識している発言をしていた。
3. まほらば憂愁(ブルーズ)
（作詞・作曲:石井秀仁）
グッド、バイ。収録の「まほらばぶる～す」の歌詞違い。
東京ロッカーズやナゴムレコード・トランスレコードなど、80年代に活動したニューウェイヴ系のバンド名が歌詞に網羅されている。当初の歌詞は太宰治が川端康成に宛てた書簡の引用だったが許可が下りず、歌詞を変えざるを得なかった。そちらの歌詞のバージョンは｢グッド、バイ。｣に収録され、ライブでも｢グッド、バイ。｣収録バージョンの歌詞で歌われ続けた。
4. マグロ
（作詞・作曲:桜井青）
メジャー1stシングル。
5. ドラマ「黒い球体」
オナン・スペルマーメイド、YA-SUと共演の恒例のドラマ。ボウリングが舞台。
6. 黒い球体
（作詞:石井秀仁　作曲:村井研次郎）
ボウリングについて歌っている。
7. きりきりまいむ
（作詞:石井秀仁　作曲:武井誠）
後年、ある憶測を呼んだ。
8. デジタブルニウニウ
（作詞・作曲:石井秀仁）
テクノ・ポップを意識した楽曲。石井曰く“中途半端さ”が売り。曲名の由来はサイバーニュウニュウ。
9. 体内騒音あやなしアンチ苦笑
（作曲:石井秀仁）
ラジオ「カリ≠ガリのカビラ官房長官」のエンディングに使用されていた。
10. わずらい
（作詞・作曲:石井秀仁）
曰く、原曲のコード進行のリズムパターンを変えていたらたまたまイギー・ポップの「passenger」に似てしまった。
11. 東京(トキオ)ロゼヲモンド倶楽部
（作詞・作曲:桜井青）
研次郎はアップライトベースを使用。また、誠は「インチキだけどジャズっぽく演奏」している。
規制により歌詞が記載されず。後に公式HPの日記にて失禁の歌詞と共に公開。
12. 空も笑ってる
（作詞・作曲:桜井青）
桜井青ボーカル曲。ギターは石井秀仁が担当。
13. 東京病
（作詞・作曲:桜井青）
発売当初桜井青は、自身が製作した曲の中ではベスト2番か3番に入ると語っていた。
14. 「第7実験室」出口
15. 失禁
（作詞・作曲:桜井青）
シークレット・トラック。
曰く、「東京ロゼヲモンド倶楽部」の歌詞が掲載できなかったことに対してのビクターへの恨みの曲。

## メンバー
- 石井秀仁（ボーカル、ギター）
- 桜井青（ギター、ボーカル）
- 村井研次郎（ベース、コーラス）
- 武井誠（ドラム、コーラス）